# 张殿臣 (1927年)
张殿臣（1927年7月—2017年4月6日），男，河北乐亭人，中华人民共和国开国大校，中共党员，参与中国楹联学会创办，中国楹联学会第二、三、四届理事，第五、六届名誉理事，第七届顾问。河北省书法家协会会员，河北省诗词协会常务理事。

## 生平
1946年10月，加入中国共产党。1948年5月参军，任冀东军区独立十二团一营书记，后该团被编入晋察冀军区三纵队，历任文书、科员、参谋、干事、正副处长和政治部副主任等职。1950年，参加中国人民志愿军赴朝作战。
1985年，退休，参与组建河北省楹联学会，任常务副会长兼秘书长，学会会长，河北楹联报副主编。
2017年4月6日，因病去世于石家庄，享年八十九岁。

## 荣誉
荣获独立功勋荣誉章、解放东北纪念章、解放华北纪念章、解放西北纪念章、解放全国纪念章、抗美援朝胜利纪念章。